# Servicios mínimos

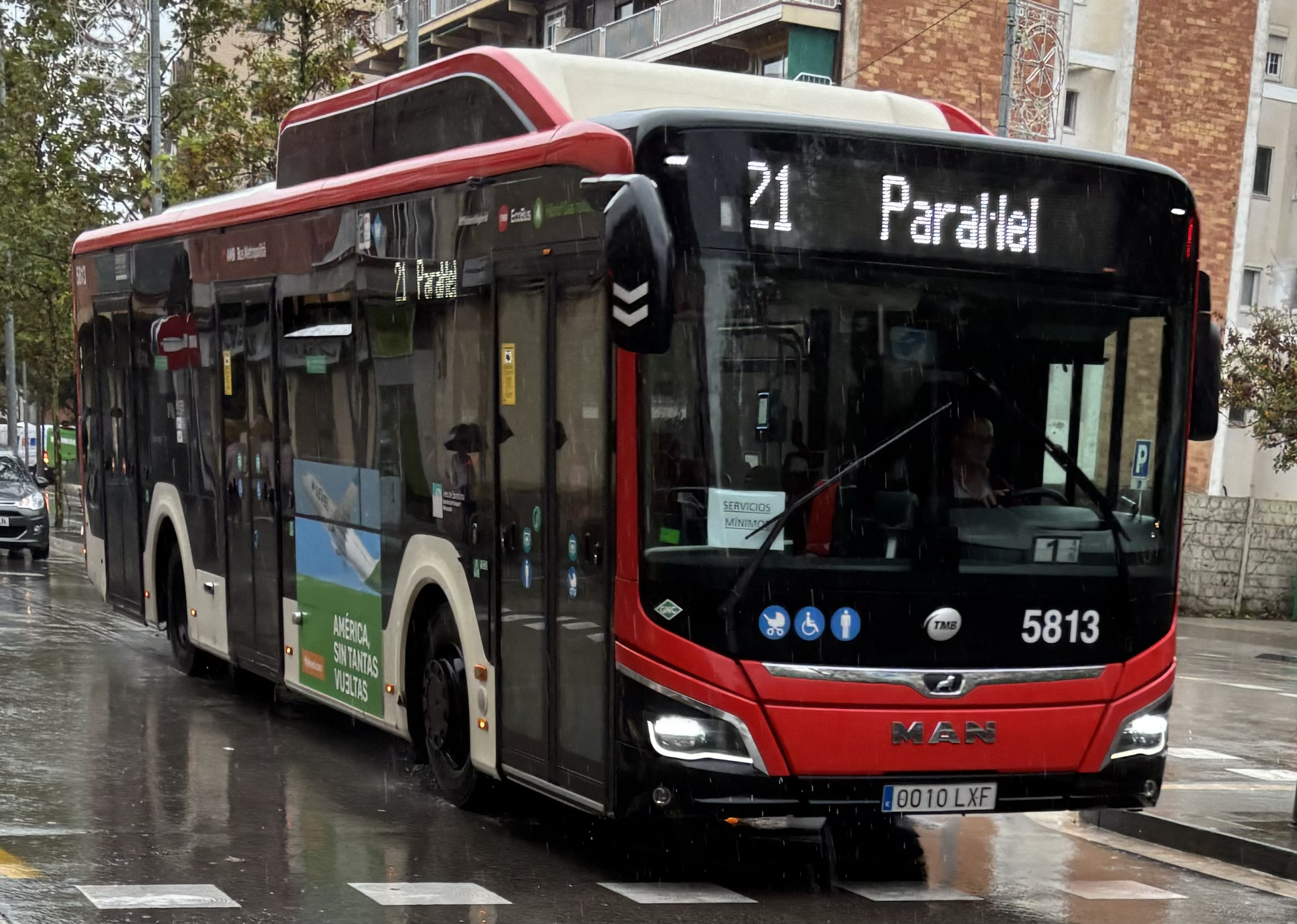
Autobús en Barcelona cumpliendo el 20% de servicios durante una huelga de conductos en 2024.

Los servicios mínimos son, durante un evento o suceso (por ejemplo, una huelga de trabajadores), aquellos servicios considerados esenciales que se siguen prestando con el fin de evitar que haya desabastecimientos, falta de producción, caos administrativo, etcétera. La determinación de los servicios mínimos en los servicios esenciales es, en ciertos casos, una limitación del derecho de huelga, que corresponde a la autoridad gubernativa correspondiente en cada Estado.
Se cuantifican como un porcentaje respecto de los servicios normales en el día a día.
En ocasiones se da la dificultad que determine con exactitud qué son servicios esenciales para la sociedad y cuál es el porcentaje de servicio adecuado en todos los casos. Hay que buscar un difícil equilibrio entre el derecho entre partes, que constituye un derecho básico para defender sus intereses y el derecho de los usuarios a la prestación del servicio.

## Servicios mínimos esenciales y servicios mínimos abusivos
Pueden existir desacuerdos entre qué se considera un servicio esencial y qué no. Los sindicatos a menudo critican el establecimiento de servicios mínimos que consideran abusivos, por ser a su juicio demasiado elevados (similares o incluso superiores a los de un día normal) o aplicados a servicios no esenciales. Consideran que los servicios mínimos abusivos provocan que la huelga deje de notarse, desvirtuando así el derecho de huelga.
Por ejemplo, en España el sindicato CNT considera que los únicos servicios mínimos legítimos son aquellos que cubren emergencias y atención sanitaria y personas con discapacidad, y por tanto rechaza los servicios mínimos en el transporte y otros sectores.

## Legislación

### España
La normativa básica se contiene en el Real Decreto-Ley 17/1977, de 4 de marzo, sobre relaciones de trabajo; en el Real Decreto Legislativo 2/2015, de 23 de octubre, por el que aprueba el texto refundido de la Ley del Estatuto de los Trabajadores, en la norma concreta que se dicta ante cada convocatoria de huelga, y en los precedentes administrativos y judiciales.